# Heroic
Heroic – duńska zawodowa organizacja e-sportowa, założona przez byłych członków Team X w 2016 roku. Gracze rozgrywają mecze w grze Counter-Strike: Global Offensive. Według danych z 2020 roku formacja zarobiła w sumie ponad milion dolarów.

## Counter-Strike: Global Offensive
Heroic został założony 26 sierpnia 2016 przez skład drużyny Team X. Zaraz po utworzeniu, drużyna wygrała Power-LAN 2016, zwyciężając z Team Dignitas w finale. 24 października tego samego roku gla1ve opuścił zespół, a na jego miejsce wszedł Niko. Ta zmiana spowodowała szereg reform składu, których skutkiem było opuszczenie drużyny przez Friisa, valdego oraz FeTiSha. W 2018 i 2019 roku ciągłe zmiany składu spowodowały spadek formy graczy. 6 listopada 2019 roku z zespołu odszedł mertz, który później dołączył do Teamu Singularity. 12 marca 2020 Heroic zostało zakupione przez chińską organizacją FunPlus Phoenix, jednak umowa pomiędzy stronami została zerwana z powodu przejścia Patricka "es3taga" Hansena do Astralis.
Duńczycy powrócili do Heroica niespełna miesiąc później, jednak nie obyło się bez zmian. Z zespołu odeszli Snappi oraz es3tag. Ich miejsce w głównym składzie zajęli TeSeS oraz niko, którzy zostali sprowadzeni odpowiednio z drużyn Copenhagen Flames i OpTic Gaming. W międzyczasie organizację opuścił Lomme. 29 kwietnia 2020 nowym trenerem duńskiego zespołu został Hunden, który we wrześniu został zawieszony w obowiązkach za używanie nielegalnego błędu gry (ang. coach bug).
Według danych z listopada 2020 skandynawski zespół zajmował drugie miejsce w światowym rankingu HLTV.

### Skład[11]
| Kraj  | Nick   | Imię i nazwisko    | Data dołączenia |
| ----- | ------ | ------------------ | --------------- |
| Dania | stavn  | Martin Lund        | 5 kwietnia 2020 |
| Dania | b0RUP  | Johannes Borup     | 5 kwietnia 2020 |
| Dania | cadiaN | Casper Møller      | 5 kwietnia 2020 |
| Dania | TeSeS  | René Madsen        | 5 kwietnia 2020 |
| Dania | niko   | Nikolaj Kristensen | 5 kwietnia 2020 |

### Byli zawodnicy[12]
| Kraj     | Nick       | Imię i nazwisko       | Data opuszczenia     |
| -------- | ---------- | --------------------- | -------------------- |
| Dania    | gla1ve     | Lukas Rossander       | 24 października 2016 |
| Dania    | Friis      | Michael Jorgensen     | 25 lutego 2017       |
| Dania    | valde      | Valdemar Bjørn Vangså | 18 lipca 2017        |
| Dania    | JuGi       | Jakob Hansen          | 24 kwietnia 2018     |
| Norwegia | cromen     | Jorgen Robertsen      | 3 czerwca 2018       |
| Norwegia | RUBINO     | Ruben Villarroel      | 10 lipca 2018        |
| Dania    | AcilioN    | Asger Larsen          | 16 maja 2019         |
| Szwecja  | MODDII     | Andreas Fridh         | 19 lipca 2019        |
| Dania    | NaToSaphiX | Niels Sillassen       | 20 sierpnia 2019     |
| Szwecja  | friberg    | Adam Friberg          | 27 sierpnia 2019     |
| Dania    | blameF     | Benjamin Bremer       | 26 września 2019     |
| Dania    | mertz      | Daniel Mertz          | 6 listopada 2019     |
| Dania    | Snappi     | Marco Pfeiffer        | 25 maja 2020         |
| Dania    | es3tag     | Patrick Hansen        | 1 lipca 2020         |

### Osiągnięcia[13][14]
- 1. miejsce – Power-LAN 2016
- 3. miejsce – Northern Arena 2016 Toronto
- 2. miejsce – League of Sharks CS:GO Championship
- 3/4. miejsce – Northern Arena 2016 Montreal
- 1. miejsce – International Gaming League 2016 Grand Finals
- 3/4. miejsce – DreamHack Open Leipzig 2017
- 3/4. miejsce – Intel Extreme Masters XI World Championship
- 3/4. miejsce – DreamHack Open Austin 2017
- 3/4. miejsce – DreamHack Open Valencia 2017
- 2. miejsce – DreamHack Open Atlanta 2017
- 4. miejsce – cs_summit 2
- 2. miejsce – Copenhagen Games 2018
- 3/4. miejsce – DreamHack Open Austin 2018
- 3/4. miejsce – DreamHack Open Valencia 2018
- 1. miejsce – Games Clash Masters 2018
- 1. miejsce – Toyota Masters CS:GO Bangkok 2018
- 3. miejsce – GG.Bet Ice Challenge 2019
- 1. miejsce – GG.Bet Sydney Invitational
- 2. miejsce – GG.Bet Chicago Invitational
- 2. miejsce – DreamHack Open Rotterdam 2019
- 1. miejsce – DreamHack Open Atlanta 2019
- 3/4. miejsce – EPICENTER 2019
- 1. miejsce – GG.Bet Winter Cup
- 3/4. miejsce – DreamHack Open Leipzig 2020
- 1. miejsce – Home Sweet Home 6
- 1. miejsce – LOOT.BET Season 6
- 2. miejsce – DreamHack Open Summer 2020 Europe
- 1. miejsce – ESL One Cologne 2020 Europe
- 1. miejsce – DreamHack Open Fall
- 3. miejsce – ESL Pro League Season 12 Europe